# Comtat de Trípoli
El Comtat de Trípoli fou un dels estats croats creat durant la Primera Croada. Les primeres adquisicions es van fer l'any 1102, però la capital, Trípoli, no es va rendir fins al 1109. Encara que petit en extensió, fou important per la seva situació costanera, per on arribaven pelegrins i des d'on sortiren vaixells en suport a les campanyes militars dels estats més al sud.

## Dominis
Els seus dominis els formaven la zona de la costa des de la ciutat del castell de Margat, al nord, fins a la ciutat de Gibelet, al sud. Limitava al nord amb el Principat d'Antioquia, al sud amb els feus de la família reial de Jerusalem i a l'est amb els territoris dels seljúcides. La capital fou Trípoli i altres feus importants eren: Tortosa, Nefin, Butron, Castell Roig, Montferrand i el Crac dels Cavallers.

## Història
Els primers feus del comtat, Tortosa i Gibelet —entrant en rivalitat amb el Principat d'Antioquia, que també volia conquerir-los—, van ser conquerits el 1102 per Ramon IV de Tolosa, el qual va pagar la construcció del castell que seria el centre de govern del comtat, el Mont Pelegrí. Mentre muntava setge a Trípoli va ser ferit mortalment i el setge el continuà el seu oncle Guillem II de Cerdanya. Quan el seu fill primogènit, Bertran, que vivia a França, arribà per fer-se'n càrrec de l'herència es trobà que Guillem s'havia intitulat comte de Trípoli. Bertran va reconèixer la sobirania feudal del Regne de Jerusalem i presentà el cas davant la Haute Cour, els membres de la qual, havent vist el testament dictaren sentència a favor d'ell.
Bertran va morir el 1112 i el va succeir el seu fill Ponç. Aquest va reconèixer com a senyor sobirà al príncep d'Antioquia. L'esposa de Ponç aportà al matrimoni dos castells: Rugia i Arcekar, i el sogre li transferí en el seu testament el Crac dels Cavallers. Quan Ponç va morir el 1137, la successió passà al seu fill Ramon (anomenat Ramon II perquè Ramon de Sant Gèli és considerat l'ancestre de la dinastia com a Ramon I). Durant el seu govern el comtat va ser durament atacat pels musulmans, que li van prendre alguns territoris com Rafanea el 1137. El 1142 va fer fortificar el Crac dels Cavallers i el va encomanar als cavallers hospitalers. Va morir el 1151 i el va succeir el seu fill Ramon III que va morir el 1187 sense descendència, i deixà el comtat al seu fillol, el fill gran del príncep d'Antioquia, Ramon, que el 1201 transferí el comtat al seu germà Bohemon I (després Boemond IV d'Antioquia). Amb el canvi de dinastia començaren conflictes entre el Comtat de Trípoli i el Regne d'Armènia Menor, amb el qual estaven emparentats i eren pretendents al tron d'Antioquia. A la mort de Boemond VII l'herència va passar, després d'algunes lluites, a la seva neboda Llúcia, filla de Boemond VI. El 1289 els darrers territoris del comtat foren ocupats pels musulmans d'Egipte (setge de Trípoli (1289)), sense que es pogués evitar, ja que estaven en superioritat numèrica i el títol va passar a la casa reial de Xipre.

## Llista de comtes
- Ramon I (Ramon IV de Sant Gèli comte de Tolosa) 1106
- Guillem II de Cerdanya 1106-1109
- Bertran de Sant Gèli 1109-1112
- Ponç de Trípoli 1112-1137 (fill)
- Ramon II de Trípoli 1137-1151 (fill)
- Ramon III de Trípoli 1151-1187 (fill)
- Ramon IV de Trípoli (I d'Antioquia) 1187-1189 (fill adoptiu)
- Bohemon I de Trípoli (IV d'Antioquia) 1189-1233
- Bohemon II de Trípoli (V d'Antioquia) 1233-1251
- Bohemon III de Trípoli (VI d'Antioquia) 1251-1274 (perd Antioquia però en conserva el títol)
- Bohemon IV de Trípoli (VII d'Antioquia) 1274-1287 (títol d'Antioquia només nominal)
- Sibil·la d'Armènia 1287
- govern local 1287-1288
- Lucia d'Antioquia-Poitiers 1288-1289